# Biontech
BioNTech (Biopharmaceutical New Technologies SE) er en tysk børsnoteret bioteknologisk virksomhed, der især udvikler og fremstiller immunterapeutiske lægemidler mod kræft
BioNTech blev grundlagt i 2008 i Mainz, Tyskland for at udvikle og producere lægemidler mod kræft.
Den har hovedkontor i Mainz og har i Tyskland datterselskaber i Idar-Oberstein, Berlin, Planegg-Martinsried i München og Neuried. I Cambridge, Massachusetts i USA, er der forskningsaktiviteter inden for virksomheden Neon Therapeutics, erhvervet i 2000, og også i et andet datterselskab i San Diego i Californien i USA.
Den 9. november 2020 meddelte virksomheden, at en coronavirusvaccine – udviklet med medicinalfirmaet Pfizer – tilbyder vaccineffektivitet på over 90% mod sygdommen COVID-19.
- Özlem Türeci og Uğur Şahin
- Katalin Karikó